# Кириленко, Артур Владимирович
Арту́р Влади́мирович Кириле́нко (род. 22 июня 1972 год, Горловка, Донецкая область, УССР, СССР) — российский предприниматель, который c 1994 по 2010 годы являлся владельцем и руководителем одной из крупнейших девелоперских компаний Санкт-Петербурга «Строймонтаж». Почетный строитель России.
В 2008 журнал «Финанс» оценивал его личное состояние в 1,1 млрд долларов США, включив его в рейтинг 100 богатейших людей России (91 место) и десятку самых богатых бизнесменов Санкт-Петербурга.
С 2010 года занимается управлением недвижимостью и финансированием девелоперских проектов в России и в Европе.

## Образование
В 1991 году окончил Индустриальный техникум («Горловский техникум Донецкого национального университета») по специальности горный мастер. Некоторое время работал по специальности в шахте «Комсомольская».
В 2000 году окончил факультет экономики и управления на предприятии строительства Санкт-Петербургского государственного архитектурно-строительного университета.
В 2002 году в Санкт-Петербургском Государственном Архитектурно-Строительном университете защитил диссертацию по теме «Конкурентоспособность строительной компании», кандидат экономических наук.

## Карьера
‘'Безусловно, и у нас был элемент удачи. Мы попали в строительную среду в то время, когда только начиналась тема с долевым участием. … Нам хватило смелости сесть в этот поезд. Многие наши коллеги остались в то время в отделочных подразделениях, в генподрядных структурах - они так и не вышли на уровень девелоперских структур. … Конечно, тяжело чего-то достичь, когда у тебя в кармане нет ничего, как было у нас в начале. Наш стартовый капитал был $300, и потребовалось 13-14 лет, чтобы добиться результата". 

### Ранние годы
В 1991—1992 годах проходил службу в рядах вооруженных сил.
В 1993 году переехал в Санкт-Петербург.

### Строймонтаж
В 1994 году совместно с Сергеем Полонским создал в Санкт-Петербурге строительную компанию «Строймонтаж», владельцем и руководителем которой являлся с 1994 по 2010 год.
В 2000 корпорация «Строймонтаж» открыла филиал в Москве, руководство над которым взял на себя Сергей Полонский. Артур Кириленко остался руководить компанией в Санкт-Петербурге. В 2002 Полонский и Кириленко разделили бизнес, а в 2004 году на базе московского филиала Полонский создал компанию Mirax Group и впоследствии вышел из капитала «Строймонтажа»: после раздела бизнеса Артур Кириленко становится единственным владельцем корпорации «Строймонтаж».
В 2004 году «Строймонтаж» как девелопер ввел в эксплуатацию в Санкт-Петербурге более 100 000 м². жилья, возглавив городской список застройщиков.
К 2008 году проекты корпорации «Строймонтаж» уверенно занимают 10 % строительного рынка Санкт-Петербурга в жилищном секторе. В 2008 году компания сдала 286 000 м² жилья, а выручка компании составила более 5,5 млрд рублей. С момента образования компания построила более 800 000 м² жилья и 60 000 м² коммерческой недвижимости.
Компания значительно пострадала в результате экономического кризиса 2008—2010 годов и корпоративного конфликта с одним из своих кредиторов, ОАО «Балтийский банк», впоследствии санированного «Альфа-банком». В 2010 году в отношении ЗАО «Строймонтаж» введено конкурсное производство, в июле 2015 года завершена процедура ликвидации компании.

### Hermitage
В 2003 году корпорация «Строймонтаж» учредила во Франции дочернюю компанию Stroimotage de Paris, переименованную впоследствии в Hermitage. Филиал возглавил Эмин Искендеров.
В 2006 году Hermitage начал строительство своего первого проекта «Алеи Эрмитажа» (Les Allees de l’Hermitage), успешно завершенного в 2008 и получившего признание лучшего проекта в регионе Ile-de-France.
За время работы «Hermitage» на рынке Франции, были реализованы такие проекты, как:
«Авант-Сена» (Avant-Seine) на 300 апартаментов, построенный в 2009 году;
«Озерное поместье» (Domaine du Lac) на 1000 апартаментов, построенный в 2009 году;
«Сад муз» (Le Jardin des Muses) на 200 апартаментов, построенный в 2012 году.
В 2007 году началась работа над многофункциональным комплексом Hermitage Plaza.
В работе над проектом приняли участие британский архитектор Норман Фостер (Norman Robert Foster), французская компания Bouygues, а также Khight Frank, KPMG, Cushman&Wakefield и многие другие. Проект включает в себя две 86-этажные башни высотой 320 метров и к 2024 году станет самым высоким зданием в Европе.

## Проекты

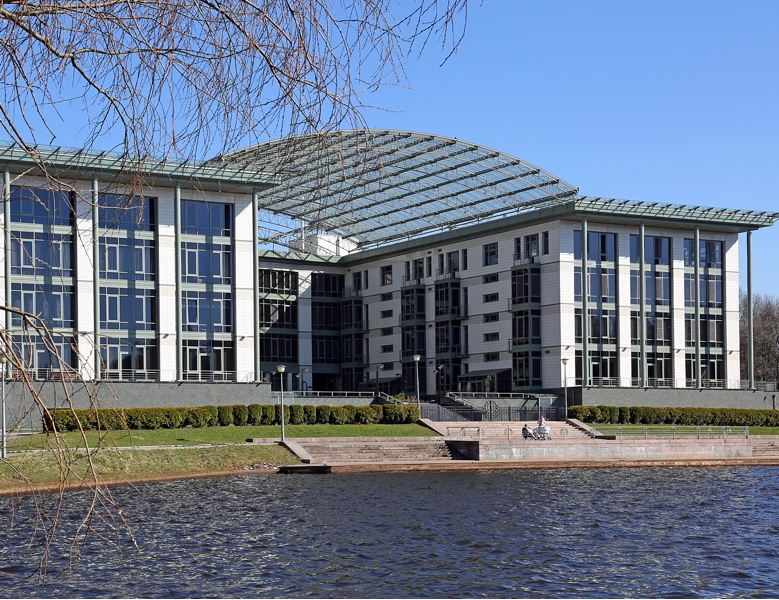
Архитектурный комплекс «Пятый элемент».

Под руководством Кириленко «Строймонтаж» реализовал ряд известных строительных проектов, заслуживших награды и дипломы:
Бизнес-центр «Петровский Форт» (сдан в 2003 году) — Диплом Госстроя России.
Комплекс апартаментов «Пятый Элемент» (сдан в 2003 году) / Золотой диплом «Зодчество».
Элитный комплекс «Монблан» (сдан в 2008 году) / Диплом «Лучшая строительная площадка».
Жилой комплекс «Лазурный» (сдан в 2007 году) / Диплом «Лучшее качество строительства».
Жилой комплекс «Звездный» (сдан в 2004—2005 гг.) / Диплом «Сделано в Петербурге».
Жилой комплекс «Сосновка» (сдан в 2004 году) / Диплом «Сделано в Петербурге».

## Конфликты и судебные разбирательства
На фоне мирового экономического кризиса в 2008—2009 годах и обострившихся проблем с ликвидностью в строительном секторе, один из кредиторов «Строймонтажа», «Балтийский банк», инициировал серию судебных процессов с целью получить активы застройщика по ликвидационной стоимости. Кириленко выступал поручителем по данному кредиту, и банк также подал судебные иски лично к нему на сумму 1,2 миллиарда рублей. Помимо этого банк инициировал возбуждение серии уголовных дел в отношении Кириленко, которые в итоге были прекращены за отсутствием состава и события преступления. Признаков преднамеренного банкротства в действиях руководства «Строймонтаж» выявлено не было. Следствие признало, что все сделки по продаже принадлежащих ЗАО «Строймонтаж» активов, совершенные в период конфликта с «Балтийским Банком», были «экономически обоснованными», а средства были направлены на завершение строительства домов.
В 2009 году «Строймонтаж» направил в Арбитражный суд Санкт-Петербурга и Ленинградской области заявление о банкротстве, назвав это «вынужденной мерой», необходимой для защиты частных инвесторов, прежде всего — дольщиков, от недружественных действий «Балтийского банка». В 2010 году суд признал ЗАО «Строймонтаж» банкротом, в отношении компании было введено конкурсное производство, а Кириленко покинул пост президента. К моменту банкротства, «Строймонтаж» завершил все проекты по строительству жилых домов, полностью выполнив обязательства перед дольщиками, а также реструктурировал задолженность перед остальными банками-кредиторами, в числе которых были Банк «Санкт-Петербург», Сбербанк, Альфа-банк, Балтинвестбанк, Росбанк, Кредит Европа Банк, Банк «Зенит» и другие.
В феврале 2015 года Петроградский районный суд Санкт-Петербурга утвердил мировое соглашение между структурами Балтийского банка и Кириленко по его личным поручительствам за «Строймонтаж». В дальнейшем «Балтийский банк» претерпел внутренний конфликт акционеров, что привело в 2015 году к санированию его «Альфа-банком» и возбуждению уголовного дела в отношении бывшего владельца банка Олега Шигаева, являвшегося инициатором банкротства «Строймонтажа». Шигаев был объявлен в розыск по делу о мошенничестве и отмывании преступных доходов.
В 2017 году «Балтийский Банк» окончательно вошел в структуру «Альфа-банка».
Участник «Рейтинга миллиардеров ДП — 2020».

## Звания и награды
Почетный строитель России.
Входил в рейтинги лучших топ-менеджеров страны, является лауреатом премии «Строительный Олимп 2003» в номинации «Руководитель года».
Награждён почетным знаком «Строительная слава», знаком «Лучший производственник», дипломом «Лучший менеджер России», нагрудным знаком «200 лет МВД России», медалью «За боевое содружество», почетным знаком «Серебряный крест георгиевского союза», премией имени Петра Великого и золотым нагрудным знаком «За эффективное управление предприятием и достижение стабильных социально-экономических показателей». Отмечен специальным дипломом-благодарностью Госстроя России «За вклад в подготовку и проведение 300-летия Санкт-Петербурга» и медалью «В память 300-летия Санкт-Петербурга».
Артур Кириленко был награждён медалью Русской Православной Церкви Преподобного Андрея Рублева I степени «Во внимание к помощи Санкт-Петербургской епархии» в признание того, что Корпорация «Строймонтаж» активно участвовала в строительстве церкви Св. Великомученика Георгия Победоносца в Купчино.

## Общественная деятельность
С 2004 по 2009 год входил в Консультативный совет при Правительстве Санкт-Петербурга по вопросам развития градостроительного комплекса.
В 1998 году выступил одним из учредителем Совета Ассоциации «Строительно-промышленный комплекс Северо-Запада» и оставался её членом вплоть до 2009 года.

## Личная жизнь
Женат, четверо детей. Любит активный отдых, путешествия и спорт.